# Коронавірусна хвороба 2019 у Бельгії
Коронаві́русна хворо́ба 2020 у Бельгії — розповсюдження світової пандемії коронавірусу 2019 (COVID-19) територією Бельгії. Перший випадок на території країни було виявлено 4 лютого 2020 у Брюсселі.

## Перебіг подій

### 2020
15 березня в країні було зафіксовано 4 летальних випадки, кількість інфікованих сягнула 689 людей.
Станом на 20 березня в Бельгіїбуло зафіксовано 2257 хворих та 37 летальних випадків. Уряд схвалив закриття кордонів для несуттєвих поїздок, зокрема для туризму.
15 квітня влада Бельгії продовжила карантин до 3 травня.
8 червня відновили роботу бари та ресторани. Перед цим відкрилися непродовольчі магазини, частково відновили роботу школи, ринки, музеї і зоопарки. Бельгія досить сильно постраждала від коронавірусу наряду із сусідніми Нідерландами, де також досить довго були відкриті кордони і довго не вводили жорстких обмежень.
25 липня в країні було посилено карантин, зокрема, було введено обов'язкове носіння масок в усіх громадських місцях і посилено деякі обмеження.
З 19 жовтня в країні було посилено карантин, введено комендантську годину з опівночі до 5 ранку. На чотири тижні закрито бари та ресторани, після 20:00 заборонено продаж алкоголю.
25 жовтня в Брюсселі було введено комендантську годину з 22:00 до 6:00, було заборонено культурні події, показ фільмів, роботу спортивних закладів.
27 жовтня Бельгію було визнано країною з найвищим ризиком захворювання на COVID-19 в ЄС, там було зафіксовано 1390 заражень на 100 тис. населення протягом двох тижнів.
2 листопада були закриті магазини, бари і ресторани. Перед Різдвом планувалося послабити деякі обмеження. 2 грудня відкрито магазини з обмеженнями: покупки поодинці і знаходження в магазині до 30 хв. На Різдво дозволяється запросити до одного домогосподарства одну людину. Одинокі люди зможуть запросити до двох осіб. Феєрверки було заборонено. На Різдво комендантська година буде починатися із 00:00. Кількість нових інфікувань в кінці листопада впала до 2765 випадків на добу (до цього бували дні, коли було більше 10 тис.)
26 грудня було запроваджено нові правила, зокрема, поліціянти перевіряли домашні зібрання на дотримання правил.

### 2021
6 лютого карантин у країні було продовжено щонайменше до 1 квітня, а з 13 лютого самі умови карантину було дещо пом'якшено, зокрема, дозволено роботу перукарень і аґенцій нерухомості. 17 лютого у Бельгії було попередєжено населення про російські підробки COVID-вакцин.
9 червня у Брюсселі було скасовано масочний режим.
20 грудня у країні було дозволено вакцинувати дітей віком від 5-11 років.

### 2022
У січні, незважаючи на різкий ріст захворюваності, влада країни вирішила не посилювати карантин.

## Статистика

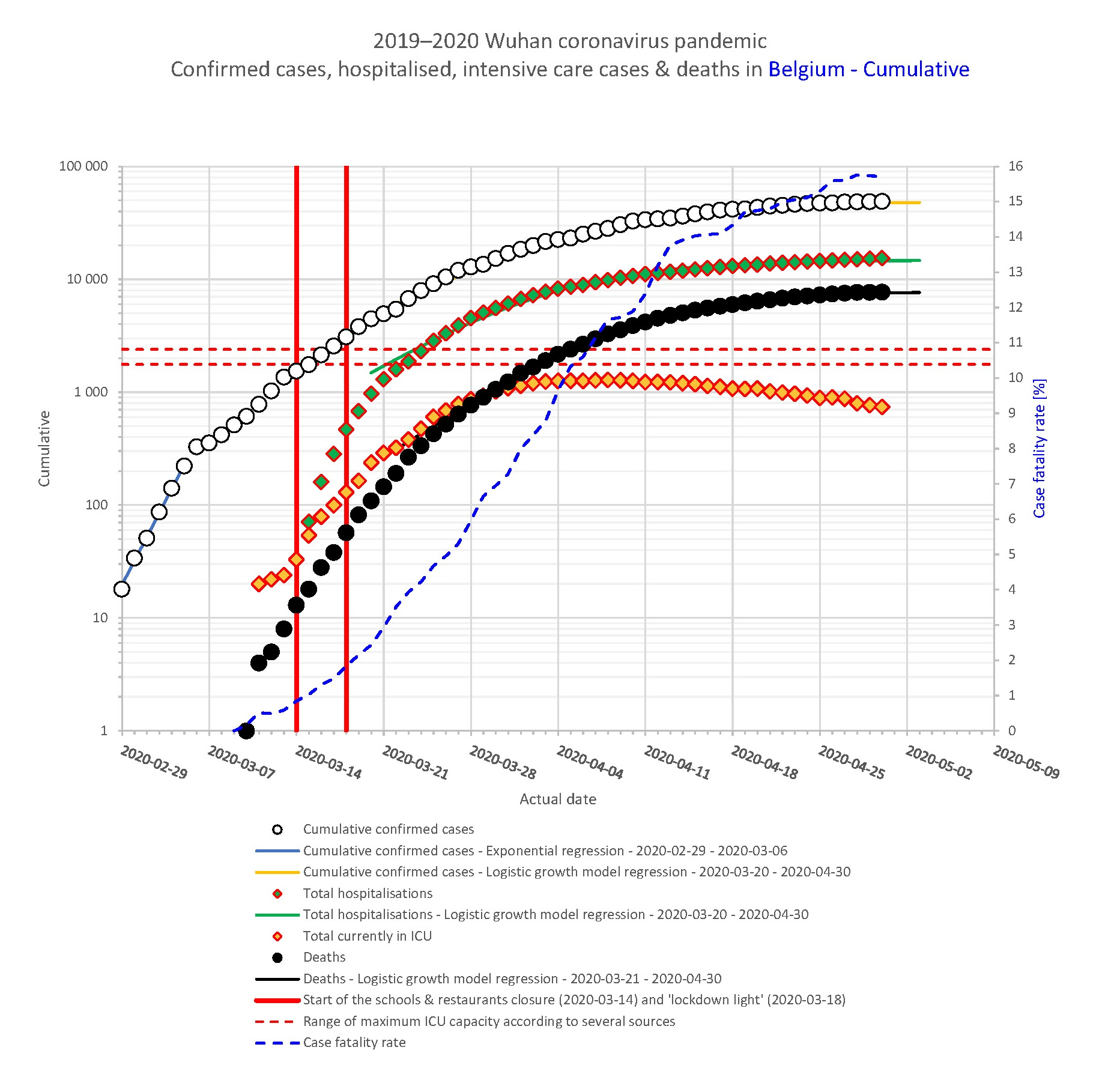
Семі-логарифмічний графік кількості підтверджених випадків, госпіталізацій, випадків інтенсивної терапії та смертності у Бельгії станом на 2 квітня 2020

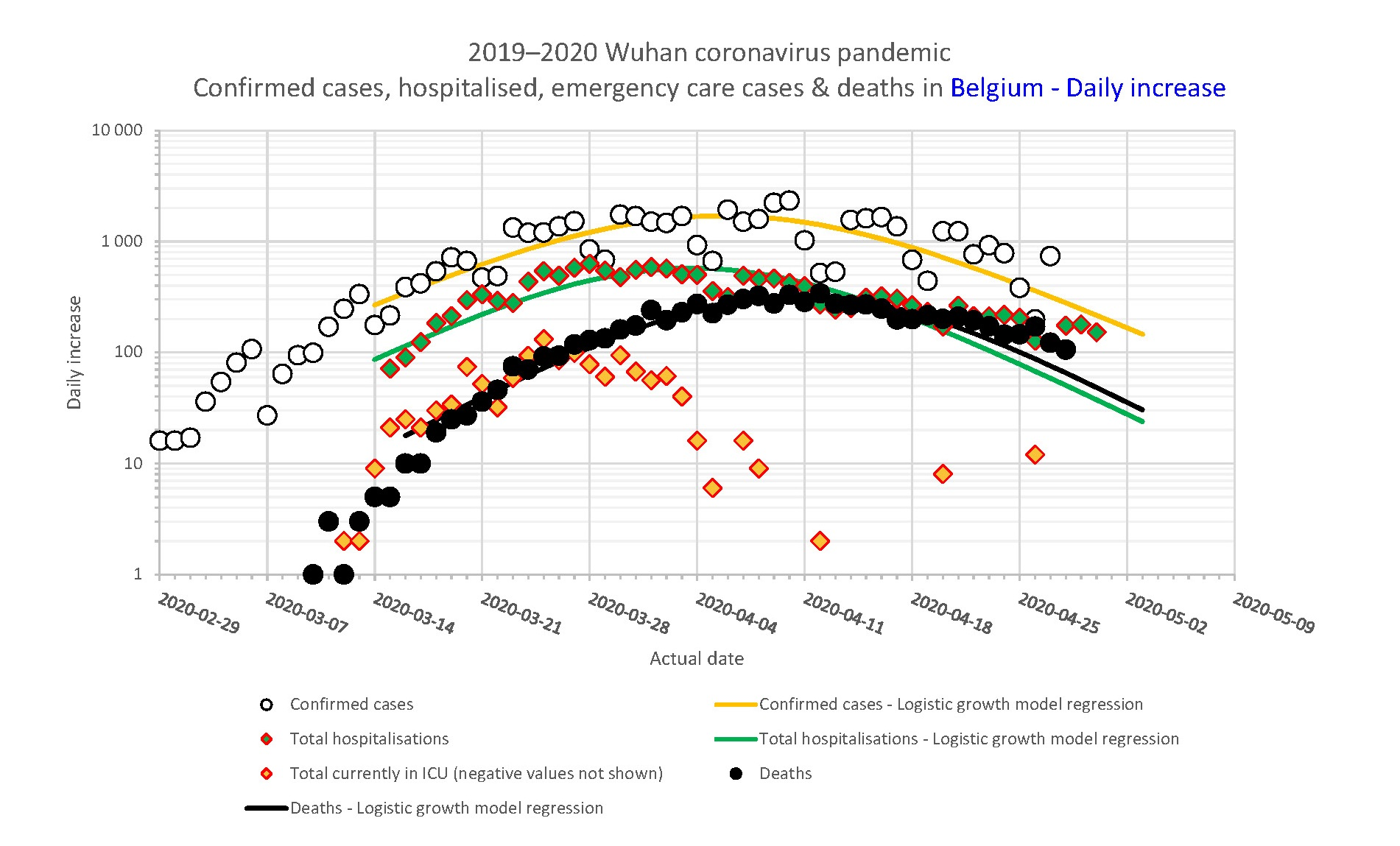
Графік кількості денного приросту підтверджених випадків, госпіталізацій, випадків інтенсивної терапії та смертності у Бельгії станом на 2 квітня 2020

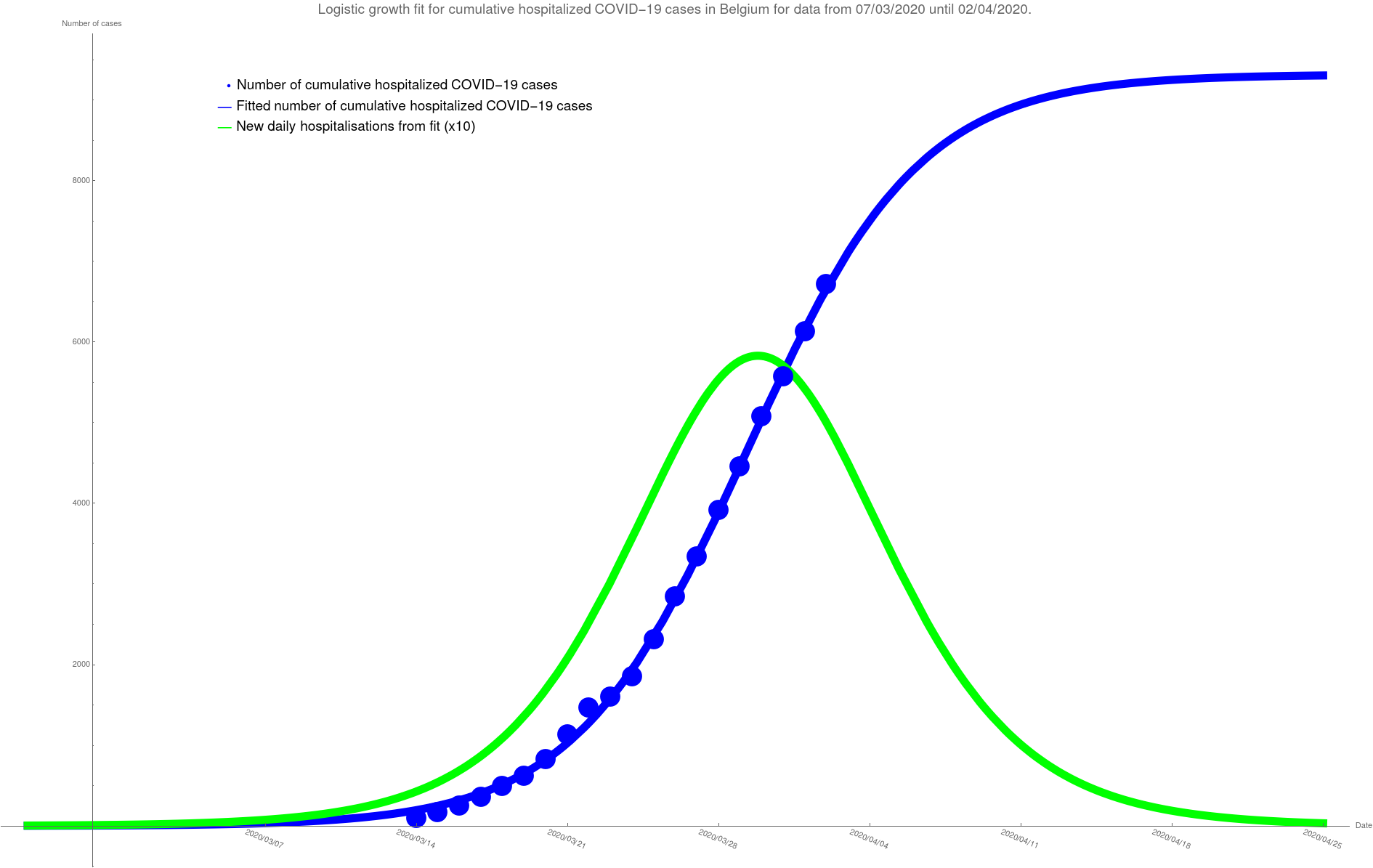
Логістична рівність, що ілюструє госпіталізацію випадків COVID-19 у Бельгії датою від 14 березня по 2 квітня 2020. Експоненційна початкова фаза мала розмір росту у 25,1 %, а загальна кількість випадків госпіталізацій стабілізується при 9317. Після 2 квітня крива лише вказує на тенденцію моделі логістичного росту; вона не є прогнозом, оскільки співставляється із невизначеним діапазоном факторів

Усі випадки
Нові випадки на день
Померлих за день
Інфіковані по регіонах